# شهرستان هارت (کنتاکی)
شهرستان هارت، کنتاکی (به انگلیسی: Hart County, Kentucky) یک سکونتگاه مسکونی در ایالات متحده آمریکا است که در کنتاکی واقع شده‌است.